# خربل
خربل، روستایی از توابع بخش مرکزی شهرستان گچساران در استان کهگیلویه و بویراحمد ایران است.

## جمعیت
این روستا در دهستان امامزاده جعفر قرار دارد و براساس سرشماری مرکز آمار ایران در سال ۱۳۸۵، جمعیت آن ۹۲ نفر (۲۴خانوار) بوده‌است.

## زبان
زبان مردم این روستا لری و از طایفه باشت بابویی می باشند.